# ريناتو جانين ريبيرو
ريناتو جانين ريبيرو (بالبرتغالية: Renato Janine Ribeiro‏) هو فيلسوف برازيلي، ولد في 9 ديسمبر 1949 في اراراكوارا في البرازيل.